# Фрідріх Франек
Фрідріх «Фріц» Франек (нім. Friedrich "Fritz" Franek; 16 липня 1891, Відень — 8 квітня 1976, Відень) — австрійський і німецький офіцер, доктор суспільно-політичних наук, генерал-лейтенант вермахту (1 квітня 1943). Кавалер Лицарського хреста Залізного хреста.

## Біографія
Син пекаря. 18 серпня 1910 року поступив на службу в австро-угорську армію. Учасник Першої світової війни. Після війни продовжив службу в австрійській армії. Після аншлюсу 15 березня 1938 року автоматично перейшов у вермахт. На початку Другої світової війни — командир 1-го батальйону 98-го єгерського полку 1-ї гірської дивізії. З лютого 1940 року — командир 405-го піхотного полку 105-ї піхотної дивізії. 12 вересня 1941 року важко поранений і відправлений у резерв фюрера. Після тривалого лікування 1 березня 1942 року призначений командиром 196-ї піхотної дивізії (до 23 грудня 1943 року). З 1 січня по 1 травня 1944 року — командир 44-ї імперської гренадерської дивізії, з 26 червня 1944 року — 73-ї піхотної дивізії. 29 липня взятий в радянський полон. 22 липня 1948 року звільнений.

## Нагороди
- Пам'ятний хрест 1912/13
- Бронзова і срібна медаль «За військові заслуги» (Австро-Угорщина) з мечами
- Хрест «За військові заслуги» (Австро-Угорщина) 3-го класу з військовою відзнакою і мечами
- Золота медаль за хоробрість (Австро-Угорщина) для офіцерів
- Медаль «За поранення» (Австро-Угорщина) з трьома смугами
- Військовий Хрест Карла
- Залізний хрест 2-го класу
- Військовий орден Марії Терезії, лицарський хрест (10 червня 1921)
- Пам'ятна військова медаль (Австрія) з мечами
- Хрест «За вислугу років» (Австрія) 2-го класу з мечами (25 років)
- Хрест «За військові заслуги» (Австрія) 3-го класу (24 квітня 1936)
- Почесний хрест ветерана війни з мечами
- Медаль «За вислугу років у Вермахті» 4-го, 3-го, 2-го і 1-го класу (25 років)
- Нагрудний знак «За поранення» в сріблі
- Застібка до Залізного хреста 2-го класу
- Залізний хрест 1-го класу (1 листопада 1939)
- Лицарський хрест Залізного хреста (4 листопада 1941)
- Медаль «За зимову кампанію на Сході 1941/42»
- Відзначений у Вермахтберіхт (8 лютого 1944)